# Révész Lajos (tanár, 1865–1948)
Révész Lajos, Reisz (Bihardiószeg, 1865. április 10. – Nádudvar, 1948. november 16.) református főgimnáziumi tanár, pap. Révész Károly tanár testvére.

## Élete
Révész Tivadar/Tódor iparos (pintér) és Csoma Ágnes fia. Előbb mint római katolikus pap működött Nagyváradon egy fiúnevelőintézetben és a tanítóképzőben. 1897-ben tanári oklevelet szerzett és kilépett a római katolikus egyházból. Reisz családi nevét 1887-ben Révészre változtatta. 1898. szeptembertől a debreceni református főgimnáziumban a latin és görög nyelv rendes tanára volt. 1899. május 26-án megválasztották a klasszika-filológia tanári állásra. 1928. szeptember 1-jén vonult nyugdíjba 29 évi rendes tanári szolgálat után, melyet mind Debrecenben töltött. 1948-ban hunyt el agyvérzésben. Felesége Nagy Izabella volt.
Cikkei a debreceni református főgimnázium Értesítőjében (1900. A trójai kérdés).

## Művei
- Adatok a görög klasszikus kultúra múltjáról és jövőjéről. Összeállította Révész Lajos debreceni főgimn. tanár. Debrecen, 1925.[7]